# Hawise de la Pole
Hawise de la Pole (auch Hawise ap Owen; Hawise Gadarn (deutsch Hawise die Harte); * 1291; † zwischen August 1345 und 1353) war eine walisische Adlige.

## Leben
Hawise war die einzige Tochter von Owen de la Pole und von dessen Frau Joan Corbet, damit war sie eine Enkelin des walisischen Fürsten Gruffydd ap Gwenwynwyn. Ihr Vater hatte anstelle seines walisischen Namens Owain ap Gruffydd den Namen de la Pole geführt, den er nach seiner Residenz Welshpool gewählt hatte.
Nach dem Tod ihres Bruders Gruffudd, der 1309 kinderlos gestorben war, war sie eine mögliche Erbin der walisischen Herrschaft Powys. Da sie noch minderjährig war, wurde sie ein königliches Mündel. König Eduard II. verheiratete sie mit seinem Günstling, dem englischen Ritter Sir John Charlton, der damit auch Herr von Powys wurde. Ihr Onkel Gruffudd, ein jüngerer Bruder ihres Vaters, protestierte gegen diese Erbfolge, da, anders als nach englischem Recht, nach walisischem Recht Frauen von der Erbfolge ausgeschlossen waren. Damit wäre er als nächstes männliches Mitglied der Familie der rechtmäßige Erbe von Powys. Da Charlton auf seinem Recht bestand, belagerte Gruffudd ab 1311 mit zahlreichen Walisern Charlton und Hawise in Welshpool Castle. Erst 1312 konnte der Marcher Lord Roger Mortimer of Wigmore die Belagerung aufheben, weshalb Hawise den Beinamen die Harte erhielt. Der König bestätigte Charltons Besitz von Powys, diese Missachtung des traditionellen walisischen Rechts gilt als eine der eklatantesten Rechtsverletzungen während der Herrschaft Eduards II. Der Erbstreit zog sich noch bis in die Mitte des 14. Jahrhunderts hin, doch letztlich konnte John Charlton die Herrschaft von Powys behaupten. Hawise starb vor ihrem Mann, der 1353 starb, er wurde neben ihr in der Franziskanerkirche von Shrewsbury begraben.

## Familie und Nachkommen
Mit ihrem Mann John Charlton hatte Hawise zahlreiche Kinder, darunter:
- John Cherleton, 2. Baron Cherleton († 1360)
- Isabella de Cherleton († 1397) ⚭ John de Sutton († 1359)
- Lewis Charlton († 1369), Bischof von Hereford